# رویدر
رویدَر، شهری از توابع شهرستان خمیر در استان هرمزگان ایران است. شهر رویدر در ۸۷ کیلومتری شمال غربی بندر خمیر و ۱۲۰ کیلومتری بندرعباس قرار دارد. شهرداری این شهر در ۶ تیرماه ۱۳۸۷ توسط استاندار هرمزگان افتتاح شد.

## جمعیت
بر اساس سرشماری عمومی نفوس و مسکن سال ۱۳۹۵، جمعیت رویدر ۶۵۵۸ نفر (۱۸۹۶ خانوار) بوده‌است. مردم رویدر اصلتا فارس هستند به زبان اچمی صحبت می‌کنند که یکی از شاخه های زبان فارسی است و اهل سنت شافعی هستند. 

## دیدنی‌های رویدر
بوستان بهشت با امکانات رفاهی متنوع یکی از اصلی‌ترین مکان‌ها برای تفریح و گذراندن شب‌هایی شاد است و وسعت آن ۳ هکتار می‌باشد. همچنین رودخانهٔ رویدر که در بیشتر روزهای سال پر از آب است، دومین مکان برای تفریح در این شهر محسوب می‌شود.
دشت انجیری و چشمه آب سردی که در آن قرار گرفته، منطقه‌ای رؤیایی و بی‌نظیر در این منطقه است. تنگه نباب در کنار دره چورستان هم بسیار سرسبز و خوش منظره است که از رویدر تنها سه کیلومتر فاصله دارد. در جنوب شهر رویدر نیز کوهپایه‌های کوه رخ، محیطی جذاب برای گردشگران فراهم آورده‌است. غاری بکر و دست نیافتنی به نام تُرُد نیز در نزدیکی شهر رویدر قرار دارد که غارنوردان و کوه‌نوردان را به سوی خود جذب می‌کند.
نخلستانی با درختان بلند و سبز که از طریق چند چشمه به نام‌های انجیری، هوخشو و کویردان آبیاری می‌شوند هم از دیگر دیدنی‌های رویدر می‌باشند. در سال‌های گذشته این نخلستان محل زندگی مردم رویدر بوده و هنوز آثاری از خانه‌های قدیمی‌شان در آن باقی مانده‌است.

در رویدر بنایی تاریخی به نام قلعه برج قرار دارد که متعلق به دوران قاجار است. یکی دیگر از بناهای تاریخی این شهر عمارت قاضی است که بیش از یک قرن پیش محل سکونت قاضی رویدر بوده‌است. این بنای دو طبقه نمایی سفید رنگ دارد و اتاق‌های آن طراحی بسیار جالبی دارند.

## محصولات شهر رویدر
شهر رویدر محصولات کشاورزی مرغوبی دارد که بیشتر آن‌ها را سبزی‌های گوناگون، انبه، لیمو و خرما تشکیل می‌دهند. محصولات لبنی و روغن محلی این شهر نیز به دلیل کیفیت بالایی که دارد بسیار مشهور هستند.

## صنایع‌دستی رویدر
سفالگری، حصیربافی، زنبیل‌بافی از جمله صنایع‌دستی این شهر است، همچنین زنان با سلیقه رویدر در گلدوزی، گلابتون دوزی و خوس دوزی مهارت زیادی دارند.
خوس دوزی نوعی دوخت بر روی پارچه یا رودوزی است که در استان سیستان و بلوچستان رونق دارد و برای تزئین لباس‌های محلی، روسری‌های بلند بانوان، روتختی، رومیزی و پرده‌های توری استفاده می‌شود.

## بهترین سوغات شهر رویدر
از بهترین سوغاتی‌های شهر رویدر می‌توان خرما، نان چورک، خرما چنگال، زنبیل و سبدهای بافته شده را نام برد همچنین انواع چادرهای بانوان، رومیزی و لباس‌های محلی این شهر که با دستان بانوان توانمند تزئین شده‌اند ناب‌ترین انتخاب برای سوغاتی هستند.

## بهترین غذاهای رویدر
بی‌شک یکی از محبوب‌ترین غذاهای سرزمین‌های جنوب ایران که تجربهٔ آن خالی از لطف نیست قلیه‌ماهی است؛ اما توصیه می‌کنیم خورشت زنجبیل که خاستگاه آن این منطقه است را حتماً تجربه کنید. سایر غذاهایی که مورد پسند گردشگران این منطقه قرارگرفته‌اند کماچ، بورَک، شله، و نان‌های محلی چورک سوراغ و مهیاوه هستند.